# دونغ فيتنامي
الدونغ (بالفيتنامية: đồng)‏(تشو نوم: 銅)(/dɒŋ/، علامة العملة: ₫ أو بشكل غير رسمي đ في اللغة الفيتنامية، أيزو 4217: VND) هي عملة فيتنام ابتداء من 3 مايو 1978 تصدر من طرف مصرف فيتنام وتساوي 10 هاو رغم أن الهاو لم يعد يصدر كثيرا مؤخرا وانخفضت قيمته كثيرا.

## تاريخ العملة

### شمال فيتنام
سنة 1946، حكومة فيتنام الشمالية أعلنت دونغ كعملة رسمية بدلا من العملة الهندية الصينية الفرنسية، وقد تم تقييم العملتين سنوات 1951 و1958 وكان معدل ارتفاع دونغ 1000.1.

### جنوب فيتنام
استخدمت الدونغ لأول مرة في جنوب فيتنام سنة 1953، وبعد سقوط سايغون في 22 ديسمبر 1975 أصبحت قيمة الدونغ مرتفعة ب500 مرة عن العملة القديمة.

### جمهورية فيتنام
بعد اتحاد شطري فيتنام في 3 مايو 1978، أصيح الدونغ العملة الرسمي رغم التضخم المالي المزمن الذي واجهته فيتنام في بداية التسعينيات.

## عملات معدنية

### السلسلة الأولى
أصدرت السلسلة الأولى في عام 1978 بفئات 1 و2 و5 هاو و1 دونج. سكت العملات دار سك النقود في برلين في جمهورية ألمانيا الديمقراطية. بسبب التضخم المزمن، فقدت هذه العملات كل قيمتها ذات الصلة ولم يتم تداولها لسنوات عديدة بعد هذه السلسلة.

### السلسلة الثانية
استأنف بنك فيتنام الحكومي إصدار العملات المعدنية في 17 ديسمبر 2003. سكت العملات الجديد دار سك العملة الفنلندية وكانت من فئات 200 و500 و1000 و2000 و5000 دونغ من الفولاذ المطلي بالنيكل أو الفولاذ المطلي بالنحاس. أعرب العديد من السكان عن حماسهم لعودة العملات المعدنية، فضلاً عن القلق بشأن الفائدة المحدودة لورقة 200 بسبب الضغوط التضخمية المستمرة.
منذ إصدار سلسلة العملات المعدنية في عام 2003 واجه بنك الدولة بعض الصعوبات في نشر قبول العملات المعدنية لدرجة أن بعض البنوك ترفض الإيداعات النقدية للعملة المعدنية أو صرف أعداد كبيرة من العملات المعدنية. وقد أدى ذلك إلى إصدار قوانين تتطلب من البنوك الخاصة إجراء المعاملات وتقديم الخدمات للعملات المعدنية والتوقف التام عن استخدام العملات الصغيرة والأوراق النقدية القطنية. أيضًا لم تكتسب العملات المعدنية شعبية من الشعب الفيتنامي. في النهاية سحب بنك فيتنام العملة في أبريل 2011.
| الصورة                                                                                           | القيمة     | المعايير الفنية | المعايير الفنية | المعايير الفنية | المعايير الفنية             | الوصف       | الوصف               | تاريخ   | تاريخ          |
| الصورة                                                                                           | القيمة     | القطر           | السمك           | الوزن           | التكوين                     | الوجه       | الظهر               | الطباعة | الإصدار        |
| ------------------------------------------------------------------------------------------------ | ---------- | --------------- | --------------- | --------------- | --------------------------- | ----------- | ------------------- | ------- | -------------- |
| [ 10 ] [ 11 ]                                                                                    | 200 دونغ   | 20 ملم          | 1.45 ملم        | 3.2 جرام        | فولاذ مطلي بالنيكل          | شعار فيتنام | الفئة               | 2003    | 17 ديسمبر 2003 |
|                                                                                                  | 500 دونغ   | 22 ملم          | 1.75 ملم        | 4.5 جرام        | فولاذ مطلي بالنيكل          | شعار فيتنام | الفئة               | 2003    | 1 أبريل 2004   |
| [ 12 ] [ 13 ]                                                                                    | 1,000 دونغ | 19 ملم          | 1.95 ملم        | 3.8 جرام        | فولاذ مطلي بالنحاس          | شعار فيتنام | معبد الماء ومعبد دو | 2003    | 17 ديسمبر 2003 |
| [ 14 ] [ 15 ]                                                                                    | 2,000 دونغ | 23.5 ملم        | 1.8 ملم         | 5.1 جرام        | فولاذ مطلي بالنحاس          | شعار فيتنام | منزل في تاي نغوين   | 2003    | 1 أبريل 2004   |
|                                                                                                  | 5,000 دونغ | 25.5 ملم        | 2.2 ملم         | 7.7 جرام        | نحاس (نحاس92ألومنيوم6نيكل2) | شعار فيتنام | ون بيلار باغودا     | 2003    | 17 ديسمبر 2003 |
| هذه الصور هي بمقياس 2.5 بكسل لكل ملليمتر. For table standards, see the coin specification table. |            |                 |                 |                 |                             |             |                     |         |                |

## الأوراق النقدية

### السلسلة الأولى
أصدر بنك دولة فيتنام (Nجرامân hànجرام Nhà nước Việt Nam) في عام 1978 أوراق نقدية من فئات 5 هاو و1 و5 و10 و20 و50 دونغ. أصدرت ورقتي 2 و10 دونغ في 1980، وتبع ذلك 30 و100 دونغ في عام 1981. أصدرت هذه الأوراق النقدية في عام 1985 لأنها فقدت قيمتها تدريجيًا بسبب التضخم وعدم الاستقرار الاقتصادي.

### السلسلة الثانية
أصدرت السلسلة الثانية في عام 1985 من فئات 5 هاو و1 و2 و5 و10 و20 و30 و50 و100 و500 دونغ. عندما زاد التضخم، تبع ذلك 200 و1000 و2000 و5000 دونغ في عام 1987 و100,00 و50,000 دونغ في عام 1990 و20000 دونغ في عام 1991 و100,000 في عام 1994. تبعتها 500,000 دونغ في عام 2003 و200,000 دونغ في عام 2006. أوقف إصدار ورقة 5000 دونغ ولكن اعتبارًا من عام 2015 لا تزال متداولة على نطاق واسع.
| الصورة | القيمة       | الأبعاد      | اللون | الوصف      | الوصف                       | تاريخ   | تاريخ          |
| الصورة | القيمة       | الأبعاد      | اللون | الوجه      | الظهر                       | الطباعة | الإصدار        |
| ------ | ------------ | ------------ | ----- | ---------- | --------------------------- | ------- | -------------- |
|        | 100 دونغ     | 120 × 60 ملم | أخضر  | الشعار     | معبد فو مينه                | 1991    | 2 مايو 1992    |
|        | 200 دونغ     | 130 × 65 ملم | أحمر  | هو تشي منه | الإنتاج الزراعي             | 1987    | 30 سبتمبر 1987 |
|        | 500 دونغ     | 130 × 65 ملم | أحمر  | هو تشي منه | ميناء ها فونغ               | 1988    | 15 أغسطس 1989  |
|        | 1,000 دونغ   | 134 × 65 ملم | أخضر  | هو تشي منه | إنتاج الخشب                 | 1988    | 20 أكتوبر 1989 |
|        | 2,000 دونغ   | 134 × 65 ملم | وردي  | هو تشي منه | مصنع الغزل والنسيج          | 1988    | 20 أكتوبر 1989 |
|        | 5,000 دونغ   | 134 × 65 ملم | أزرق  | هو تشي منه | محطة سد تران للطاقة المائية | 1991    | 15 يناير 1993  |
|        | 10,000 دونغ  | 140 × 68 ملم | أحمر  | هو تشي منه | خليج ها لونج                | 1993    | 15 أكتوبر 1994 |
|        | 20,000 دونغ  | 140 × 68 ملم | أزرق  | هو تشي منه | مصنع الأغذية المعلبة        | 1991    | 2 مارس 1993    |
|        | 50,000 دونغ  | 140 × 68 ملم | أخضر  | هو تشي منه | ميناء نها رونج              | 1994    | 15 أكتوبر 1994 |
|        | 100,000 دونغ | 145 × 71 ملم | بني   | هو تشي منه | منزل هوشي منه               | 1994    | 1 سبتمبر 2000  |

بدأت فيتنام في استبدال الأوراق النقدية القطنية بأوراق من البوليمر في عام 2003، مدعية أن هذا من شأنه أن يقلل من تكلفة الطباعة. انتقدت العديد من الصحف في البلاد هذه التغييرات، مستشهدة بأخطاء في الطباعة وزعمت أن نجل محافظ بنك فيتنام استفاد من طباعة العقود. شددت الحكومة على هذه الانتقادات من خلال منع صحيفتين من النشر لمدة شهر والنظر في عقوبات أخرى ضد الصحف الأخرى.
| الصورة                                 | الصورة | القيمة       | الأبعاد      | اللون | الوصف      | الوصف                           | تاريخ الإصدار  |
| الوجه                                  | الظهر  | القيمة       | الأبعاد      | اللون | الوجه      | الظهر                           | تاريخ الإصدار  |
| -------------------------------------- | ------ | ------------ | ------------ | ----- | ---------- | ------------------------------- | -------------- |
|                                        |        | 10,000 دونغ  | 132 × 60 ملم | أصفر  | هو تشي منه | منصة بحرية                      | 30 أغسطس 2006  |
|                                        |        | 20,000 دونغ  | 136 × 65 ملم | أزرق  | هو تشي منه | جسر مغطى في هوي أن              | 17 مايو 2006   |
|                                        |        | 50,000 دونغ  | 140 × 65 ملم | ودري  | هو تشي منه | هوي                             | 17 ديسمبر 2003 |
|                                        |        | 100,000 دونغ | 144 × 65 ملم | أخضر  | هو تشي منه | معبد الأدب                      | 1 سبتمبر 2004  |
|                                        |        | 200,000 دونغ | 148 × 65 ملم | أحمر  | هو تشي منه | خليج ها لونج                    | 30 أغسطس 2006  |
|                                        |        | 500,000 دونغ | 152 × 65 ملم | بيج   | هو تشي منه | مسقط رأس هو تشي مينه في كيم لين | 17 ديسمبر 2003 |
| هذه الصور بمقياس 0.7 بيكسل كل ميليمتر. |        |              |              |       |            |                                 |                |